# لیندن (آریزونا)
لیندن (به انگلیسی: Linden) یک منطقهٔ مسکونی در ایالات متحده آمریکا است که در شهرستان ناواهو، آریزونا واقع شده‌است. لیندن ۷۸٫۲۴ کیلومتر مربع مساحت و N نفر جمعیت دارد و ۱٬۹۱۴ متر بالاتر از سطح دریا واقع شده‌است.